# Lac Piassino
Le lac Piassino (en russe : Пясино) est un grand lac d'eau douce du krai de Krasnoïarsk, en Russie.

## Géographie
Il est situé dans le nord de la Sibérie. Il a une superficie de 735 km2. De nombreux cours d'eau se jettent dans le lac dont les eaux s'écoulent dans le fleuve Piassina, qui se jette dans la mer de Kara. Le lac Piassino est gelé d’octobre à juin. Il est très poissonneux.
La ville industrielle de Norilsk se trouve à une quinzaine de kilomètres au sud du lac.